# コール・オブ・クトゥルフ
コール・オブ・クトゥルフ（Call of Cthulhu）はCyanide Studioが開発したゲームソフト。Microsoft Windows、PlayStation 4、Xbox One、Nintendo Switch向けに発売。
本作は、テーブルトークRPG『クトゥルフ神話TRPG』を原作としたサスペンスアドベンチャーゲーム、サバイバルホラー、RPG。

## システム
本作では、証拠を通じて様々な分野の観点から過去の出来事を再現するシステムがあるほか、ステルスゲームとしての要素もある。
本作の主人公は探偵エドワード・ピアースだが、操作キャラクターが変わる場面もあり、捜査対象となるキャラクターの中には物語の核心に近い者もいる。

### プレイヤーキャラクターのパラメーターに関するシステム
スキルシステム
本作のスキルシステムはキャラクターポイント（CP）を割り振ることで強化していくというものであり、どのスキルを強化していくかによって、ストーリー展開が異なる。
- 調査：調査の手腕。このスキルを磨くと、事件現場やオブジェクトを分析することで過去の出来事を理解したり、錠を開ける可能性が上がる。
- 筋力：肉体的な力を引き出す能力。このスキルを磨くと、ドアやメカニズムを強制的に動かしたり、対話中に（物理的・言語的）暴力を使用できるようになる。
- 話術：雄弁さによって対話相手に影響を与える能力。このスキルを磨くと、対話で相手を説得したり自分の都合のいいように誘導できる可能性が上がる。
- 目星：隠しオブジェクトを発見する能力。このスキルを磨くと、目に見えない隠しオブジェクトを発見できる可能性が上がる。
- 心理学：人間の行動に関する知識。このスキルを磨くと、人間の行動やオブジェクトの分析に基づいて動機を理解できる可能性が上がる。
- オカルト：オカルト科学の知識。このスキルを磨くと、オカルト工芸品の使い方と起源を判断したり、神話の知識を表明できる可能性が上がる。
- 医学：医療知識。このスキルを磨くと、薬の容量の判断、病状の診断、医学的な問題の理解を表明できる可能性が上がる。

正気度（SAN値）
正気度は恐怖でパニックに陥ると減少していき、ゲーム内の視界が変容したり幻覚が現れるほか、発狂する場合もある。しかし、正気を失うことで見えてくる真実も存在している。

## ストーリー
アメリカのダークウォーターという村で、名家ホーキンス一家が火事によって死ぬ事件が発生する。警察は一家の母であるサラが正気を失って火を放ったと結論付けるが、サラの父スティーブン・ウェブスターは警察の見解を疑い、探偵エドワード・ピアースに調査を依頼する。
この村はかつて捕鯨が盛んだったものの今では落ちぶれ、漁師たちの中には退屈しのぎに昼間から酒を飲む者も多かった。村を訪れたピアースは村人たちからいぶかしがられながらも調査を開始する。ホーキンス邸は食堂が焼けていたものの、全体的には元の姿と変わらなかった。
そして、ピアースは想像し得なかった恐ろしい真実に直面することとなる。

## 登場人物

### 主要人物
エドワード・ピアース（Edward Pierce）
主人公。私立探偵として働く退役軍人。第一次世界大戦で負ったトラウマにより、閉所恐怖症と不眠症とアルコール依存に苦しめられている。
探偵としては仕事量が少なく、堕落した生活を送っており、契約先であるウェントワース探偵事務所からは免許剥奪の可能性をちらつかされている。
マリー・コールデン（Marie Colden）
ブラッドリーの友人で、リバーサイド病院で働く女性医師。フラー医師が裏で行っている悪行を暴こうとしている。
イーサン・ブラッドリー（Ethan Bradley）
左頬に傷を持つ中年警察官。階級は巡査。初めはよそ者のピアースに対して非協力的だったが、ある一件から協力するようになる。
キャサリーン・ベイカー（Catherine Baker）
通称:キャット（Cat）。島に酒を密売している一味の女元締めで、島民から恐れられている。
アルジャーノン・ドレイク（Algernon Drake）
骨董商。羊皮紙や呪術書など奇妙なコレクションを多数所有している。オカルトの知識に長け、島の謀略にも詳しい。

### ホーキンス家の関係者
サラ・ホーキンス（Sarah Hawkins）
ウェブスターの娘。著名な画家で、奇怪な作風と滅多に公に姿を現さないことから、崇拝にも似た礼賛を集めていた。
夫と息子と共に火事で死亡している。父親曰く虫も殺せない性格だったらしい。
チャールズ・ホーキンス（Charles Hawkins）
サラの夫。ボストンの沿岸にあるダークウォーター島出身の実業家で、生前は家族と共に島で暮らしていた。
サイモン・ホーキンス（Simon Hawkins）
サラとチャールズの息子。火事により死亡している。
サイラス・ウィンチェスター（Silas Winchester）
ホーキンス家に長年仕えてきた年老いた世話人。一家が火事により死亡してからは、気がふれてしまっている。
スティーヴン・ウェブスター（Stephen Webster）
サラの父。ボストンで敬慕される裕福な実業家で、美術品コレクターでもある。
娘のサラが家族を殺して自殺したという警察の判断に不満を持っており、娘の名誉を挽回するため、ピアースに事件の真相を解明するよう依頼する。

### その他の島民
ジェームズ・フィッツロイ（James Fitzroy）
島で最後の船長。ピアースを乗せてダークウォーター島へ向かう。密売人たちとは折り合いが悪い。
トーマス・フラー（Thomas Fuller）
リバーサイド病院を統括する名高い医師。裏では患者に違法な実験を行っている。
ドミニク・マーフィー（Dominic Murphy）
酒の密売人で、キャットの右腕的存在。
ヘンリー・ウエスト（Henry West）
島の警察官をまとめる巡査部長。密売人たちと癒着している。
フランシス・サンダース（Francis Sanders）
有名な美術品コレクター。サラが描いた絵画『空鬼』を入手した後、精神病を患った。
アイリーン・サンダース（Irene Sanders）
フランシスの妻。精神病を患った夫をリバーサイド病院に入院させた。
ロイ・ミッチェル（Roy Mitchell）
港にて「座礁クジラ」という酒場を営んでいる。

## 評価
ライターの勝田哲也は「Game Watch」に寄せた記事の中で、UIやシステム、ストーリーテリングの面においては大型タイトルと比べると甘さが目立つものの、TRPGのルールや世界観をはじめとする要素をきちんと取り入れたことを評価している。
勝田は本作のステルスシステムが大雑であるがゆえに難易度が低く、コンピュータゲームにあまり親しんでいないプレーヤーでも楽しめるだろうとし、かなり純粋なアドベンチャーゲームという印象を持ったとしている。
また、勝田は、コンピュータゲームという媒体により、現実を喪失する感覚をうまく表現できたと評価している。